# شاتنوف لا فوري
شاتنوف لا فوري (بالفرنسية: Châteauneuf-la-Forêt)‏ هي بلدية في مقاطعة فيين العليا في منطقة أقطانية الجديدة غرب فرنسا.